# Bulthaup
Bulthaup is een Duitse producent van keukenmeubels, gevestigd in Aich, Bodenkirchen bij Landshut in de deelstaat Beieren. Er werken 530 medewerkers bij het bedrijf, met een omzet van ca. 120 miljoen euro. 80% van de omzet wordt behaald in de export.
Bulthaup-keukens vallen in het hogere prijssegment en de nadruk ligt op design.

## Bedrijfsgeschiedenis

### De eerste jaren

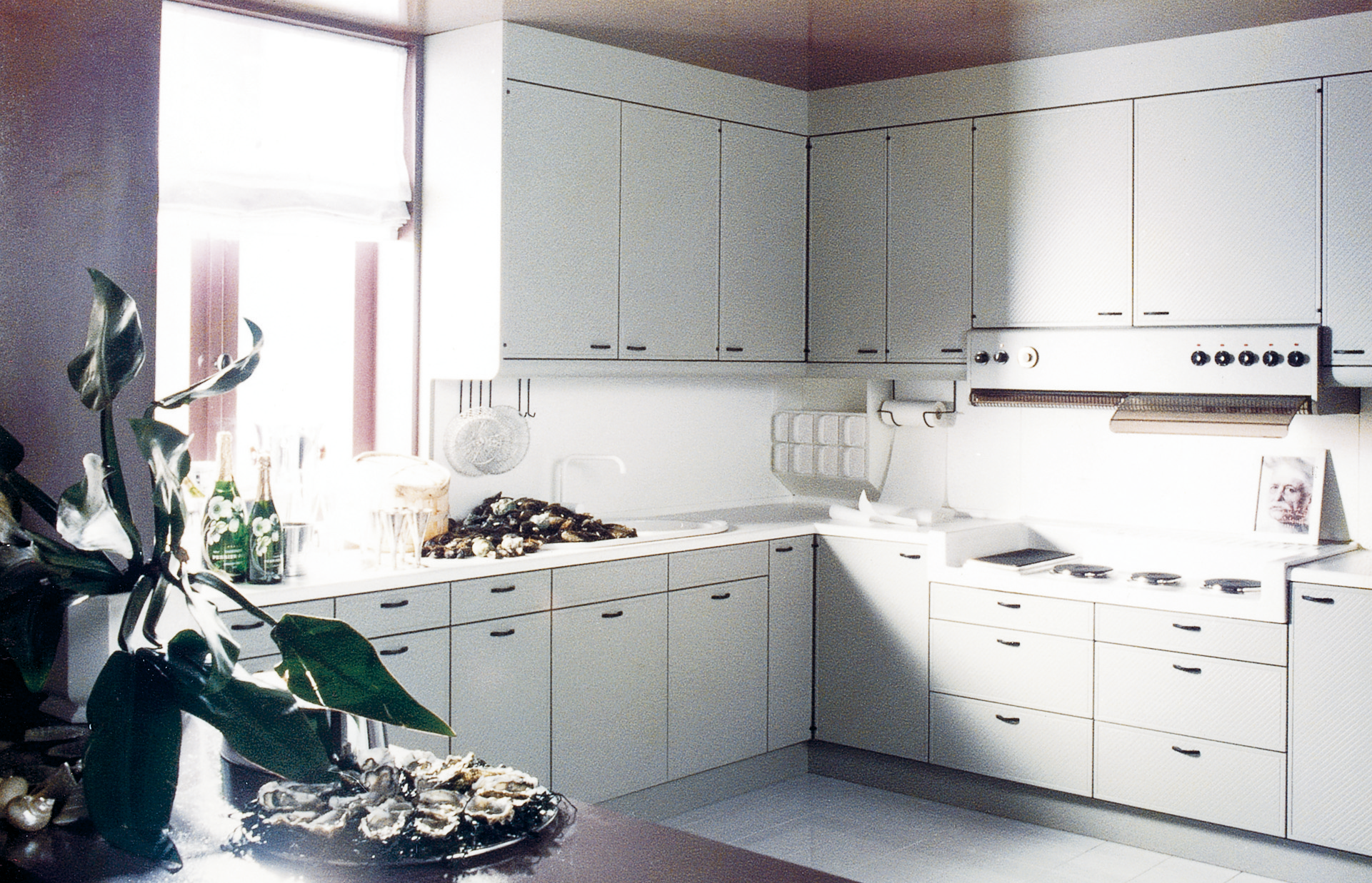
Bulthaup Concept 12 (1974).

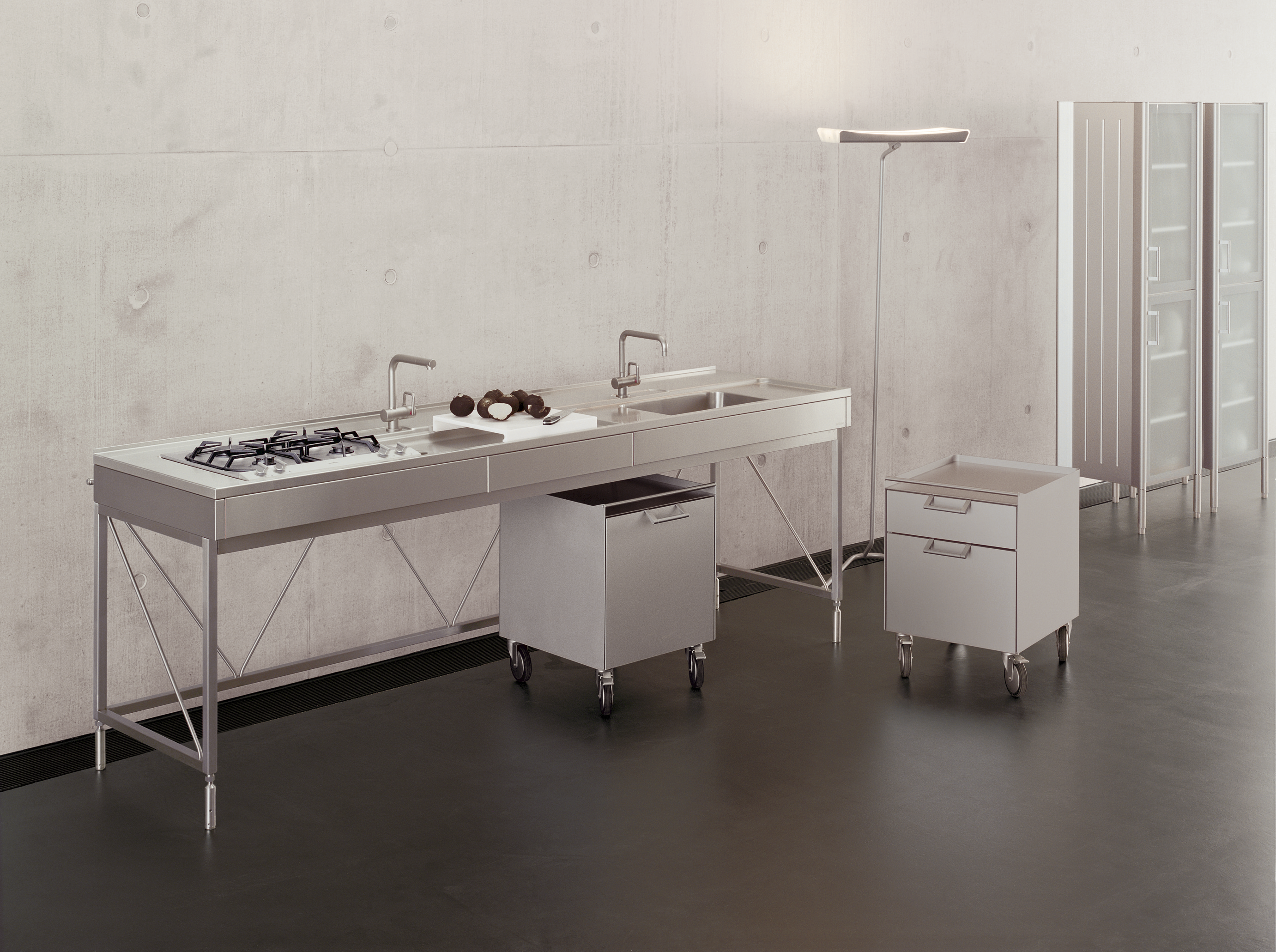
Bulthaup Küchenwerkbank (1988), en Bulthaup System 20 meubels.

Martin Bulthaup, afkomstig uit Westfalen, startte in 1949 met zijn "Martin Bulthaup Möbelfabrik" in de buurt van Landshut. In 1951 begon hij met de productie van keukenmeubels. Zijn eerste product was een keukenbuffet met handgenaaide gordijntjes. In 1963 kwam er een fabriek in Bodenkirchen en in 1966 werden de productiefaciliteiten uitgebreid met een locatie in Neumarkt-Sankt Veit. Martin Bulthaup introduceerde lopende bandwerk in zijn bedrijven.
Met een omzet van rond de honderd miljoen Duitse mark stond het bedrijf eind jaren 60 in de top vijf van grootste Duitse producenten van keukenmeubilair. In 1973 kwam de export naar landen binnen de toenmalige Europese Economische Gemeenschap op gang. In 1969 kwam Bulthaup met de productlijn "Stil 75". In 1974 introduceerde Bulthaup het keukenprogramma "Concept 12" (ook wel: c12). Dankzij de rastermaat van 12 cm bood deze lijn flexibele planningsmogelijkheden.
In 1978 werd het bedrijf overgenomen door Gerd Bulthaup, zoon van de oprichter. De verschillende onderdelen van het bedrijf werden gebundeld op een nieuwe productielocatie in Aich.

### Samenwerking met Otl Aicher
In 1980 ging de samenwerking tussen Bulthaup en vormgever Otl Aicher van start. Aicher vond dat de keuken moest uitnodigen tot samen koken. Ook wilde hij dat alle keukengereedschap zichtbaar en binnen handbereik bleef.  In 1982 verscheen zijn boek Die Küche zum Kochen ("De keuken voor het koken"). In datzelfde jaar kwam Bulthaup met programma "System b", geïnspireerd op onderzoek van Aicher. In 1988 volgde de "keukenwerkbank", een combinatie van roestvrijstalen kookplek, spoelunit en werkblad. In de keukenwerkbank (KWB) werden elementen uit grote, professionele keukens verwerkt. De KWB won diverse designprijzen.

### Jaren 1990

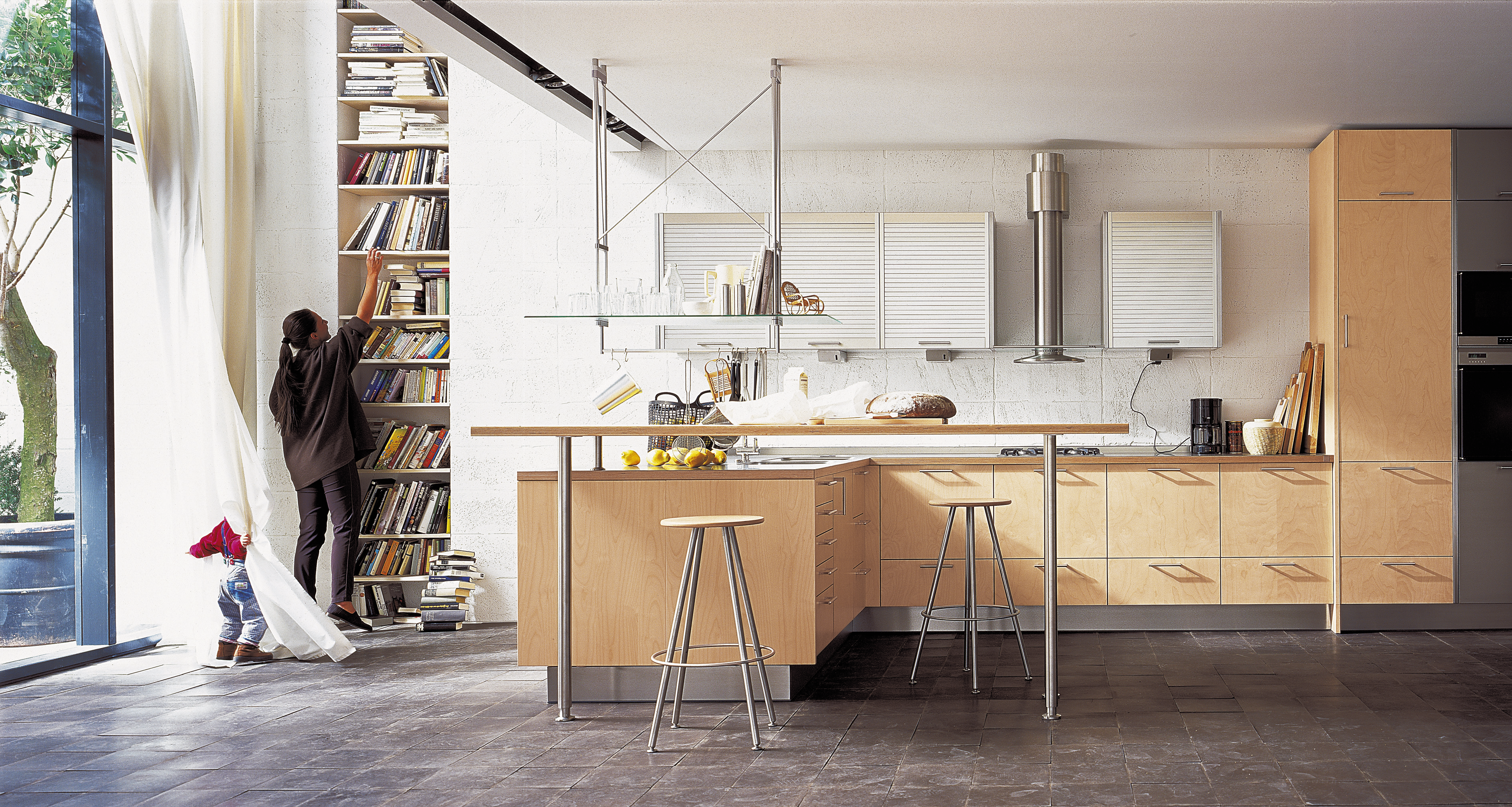
Bulthaup System 25 met Bulthaupafzuigkap en Duktusmeubels (1992).

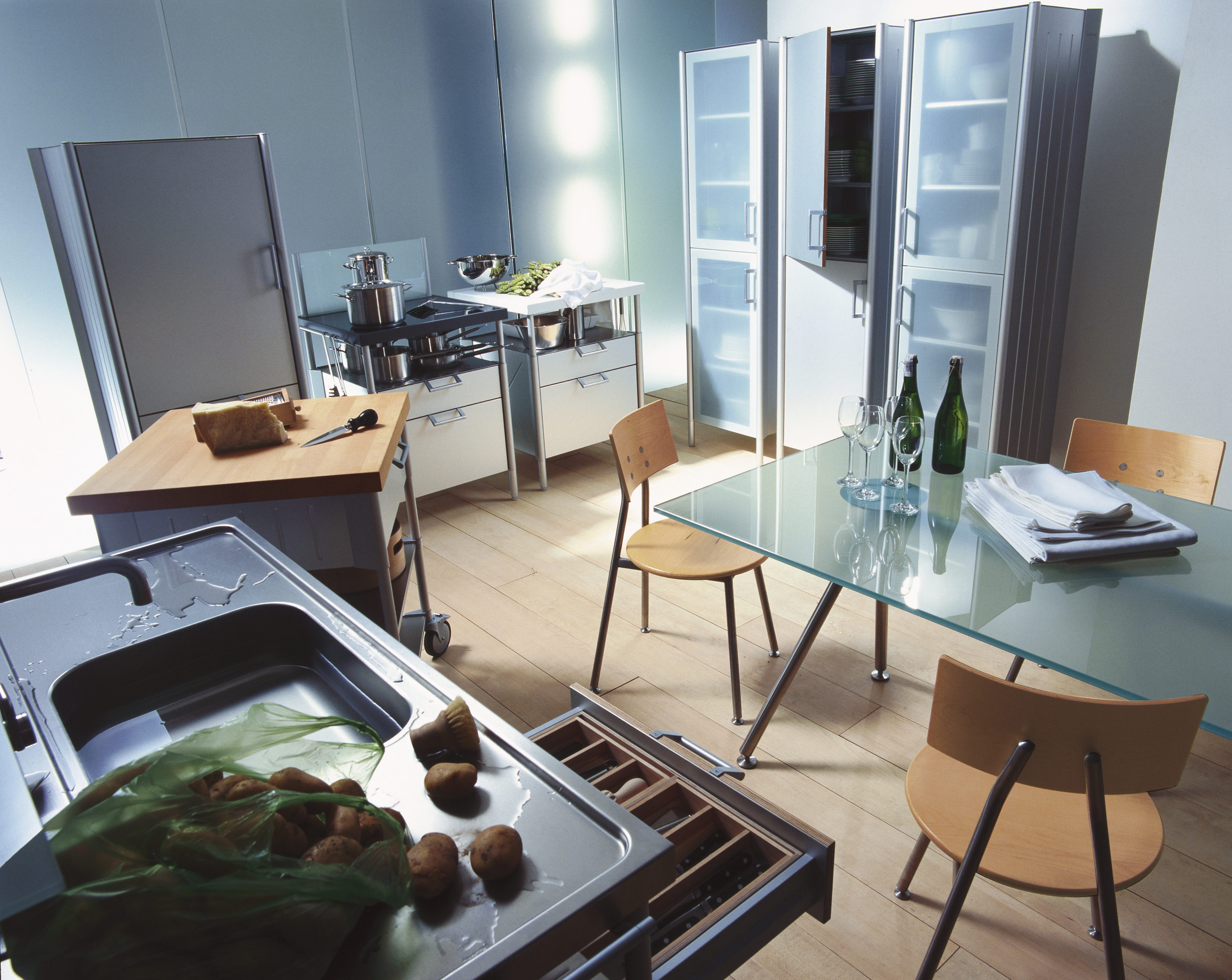
Bulthaup System 20 (1997).

In 1992 presenteerde Bulthaup "System 25", dat met zijn modulaire opzet en vele losse elementen een flexibele planning mogelijk maakte. De naam "System 25" verwijst naar het driedimensionale raster van 25 x 25 x 25 mm. Door verschillende fronten en toplagen toe te passen, kon de vormgeving van het element worden afgestemd op de functie. Veelgebruikte oppervlakken werden uitgevoerd in rvs, en gecombineerd met toplagen van glas, hout en laminaat.
De nieuwe Bulthaup-afzuigkap die in vorm en functie was afgeleid van modellen uit de professionele keuken won diverse prijzen. Ook ontwikkelde men zitmeubilair, de systemen "Korpus" en "Duktus".
In 1997 kwam het mobiele "System 20", dat rolbare containers en vrij plaatsbare elementen omvatte. De elementen waren onderling te combineren en konden, mits aangesloten op elektriciteit/water, ook geheel vrij in de ruimte worden geplaatst.

### Vanaf 2000
In 2002 trok Gerd Bulthaup zich terug uit de bedrijfsvoering. Na verschillende externe directeuren kwam in 2010 met Marc O. Eckert weer een telg uit de Bulthaupfamilie aan het hoofd.
De bij de productie van het keukenmeubilair gebruikte materialen en kleefstoffen kregen in 2004 van het Duitse consumentenmagazine "Öko-Test" het predicaat "niet schadelijk voor de gezondheid'. Keukenproducenten Bulthaup en Poggenpohl kregen het testoordeel "bevredigend".

### Economische recessie 2010
Vanwege de aanhoudende conjunctuurzwakte zag het bedrijf zich in maart 2010 genoodzaakt om 114 van de ruim 550 medewerkers onder te brengen in een 'Beschäftigungs- und Qualifizierungsgesellschaft' of hen te ontslaan. Gedurende anderhalf jaar gold een regime van verkorte arbeidstijd. Daarna moesten de medewerkers na een periode van negen maanden scholing en begeleiding gedwongen afscheid nemen van het bedrijf maar zij ontvingen tot die tijd 80 procent van hun laatstverdiende nettoloon.

## Productlijnen
In 2014 kent Bulthaup drie productlijnen: b1, b2 en b3.

### Bulthaup b1
b1 is een puristisch vormgegeven keuken. Deuren en lades zijn compleet greeploos. De lagere introductieprijs is bedoeld om vooral een jongere doelgroep aan te spreken. Bulthaup b1 heeft een beperktere keuze in toplagen, werkbladen en kasten dan Bulthaup b3. De b1 wordt in Aich/Bodenkirchen geproduceerd.

### Bulthaup b2
b2 is de voortzetting van de "keukenwerkplaats" van Otl Aicher. De b2 bestaat uit twee kasten voor serviesgoed en voor inbouwapparatuur (koelkast, vaatwasser en oven). Als de kastdeuren opengaan is de inhoud van de kast meteen toegankelijk. De "spoelunit" en het kookveld bevinden zich in de "werkbank". Het interieur van kasten en werkbank is modulair opgebouwd.

### Bulthaup b3
Karakteristiek voor b3 is dat er vóór de muur een functionele wand wordt geplaatst waaraan meubels en apparaten kunnen worden opgehangen. De ophanghoogte is vrij instelbaar en dat maakt uitgekiende ruimtelijke planningen mogelijk. De keuken lijkt in zijn geheel te zweven. De multifunctionele wand draagt niet alleen meubels en apparatuur. In de voegen van de wand kunnen messenblokken, papierrolhouders en plankjes worden geklikt. Daarnaast zorgen de openklapbare functieboxen op de praktische middenhoogte voor bergruimte. In de boxen kunnen belangrijk keukengerei, specerijen en levensmiddelen worden bewaard. Het Bulthaup b3-systeem is niet beperkt tot de keuken maar is als universeel interieursysteem toepasbaar in het hele huis.

### Meubels en keukenartikelen
Het assortiment van het merk Bulthaup biedt naast keukens ook tafels, banken, afzuigkappen, kranen, verlichtingselementen en accessoires voor de privékeuken.

## Vormgevingskenmerken

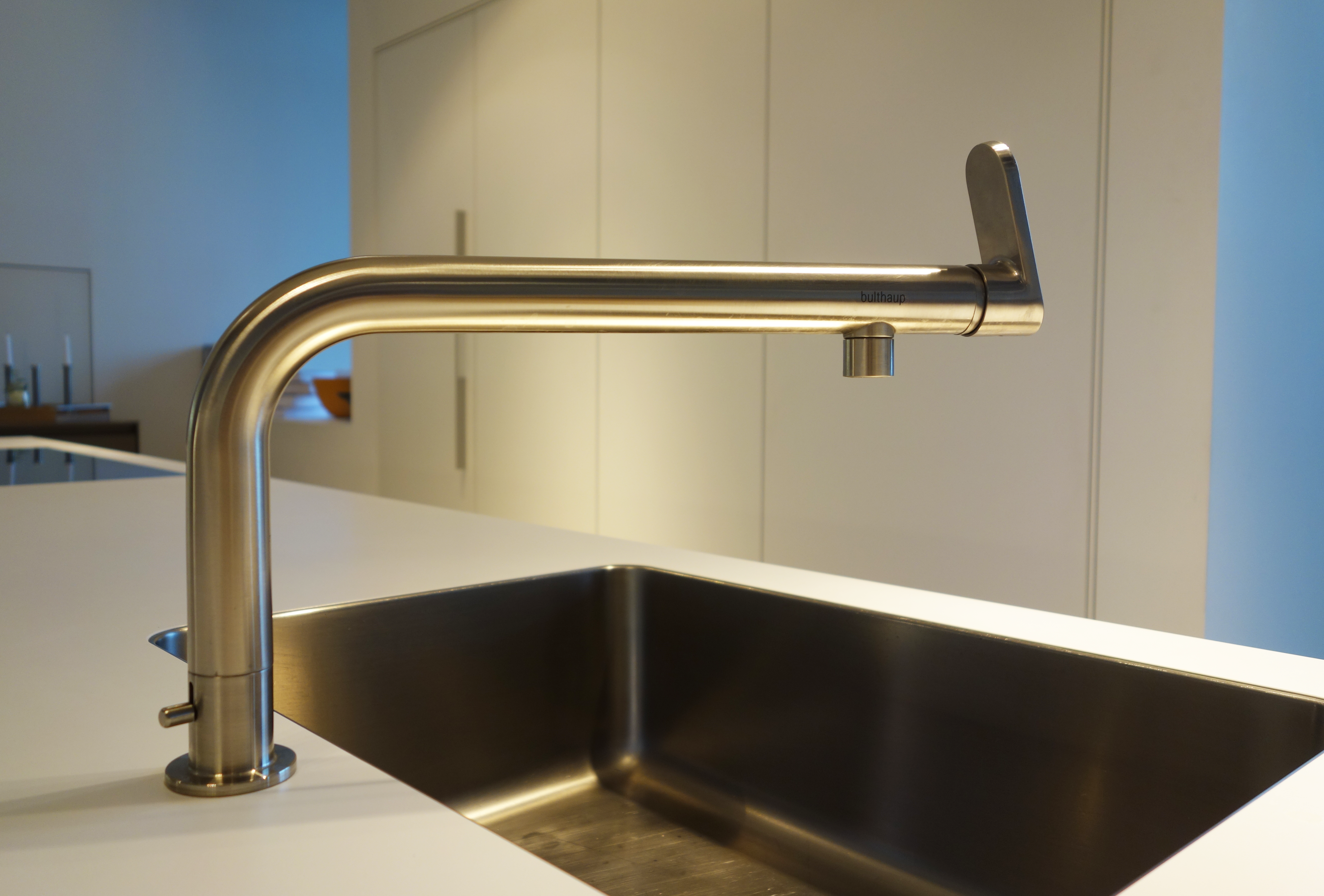
Bulthaup waterkraan (2014).

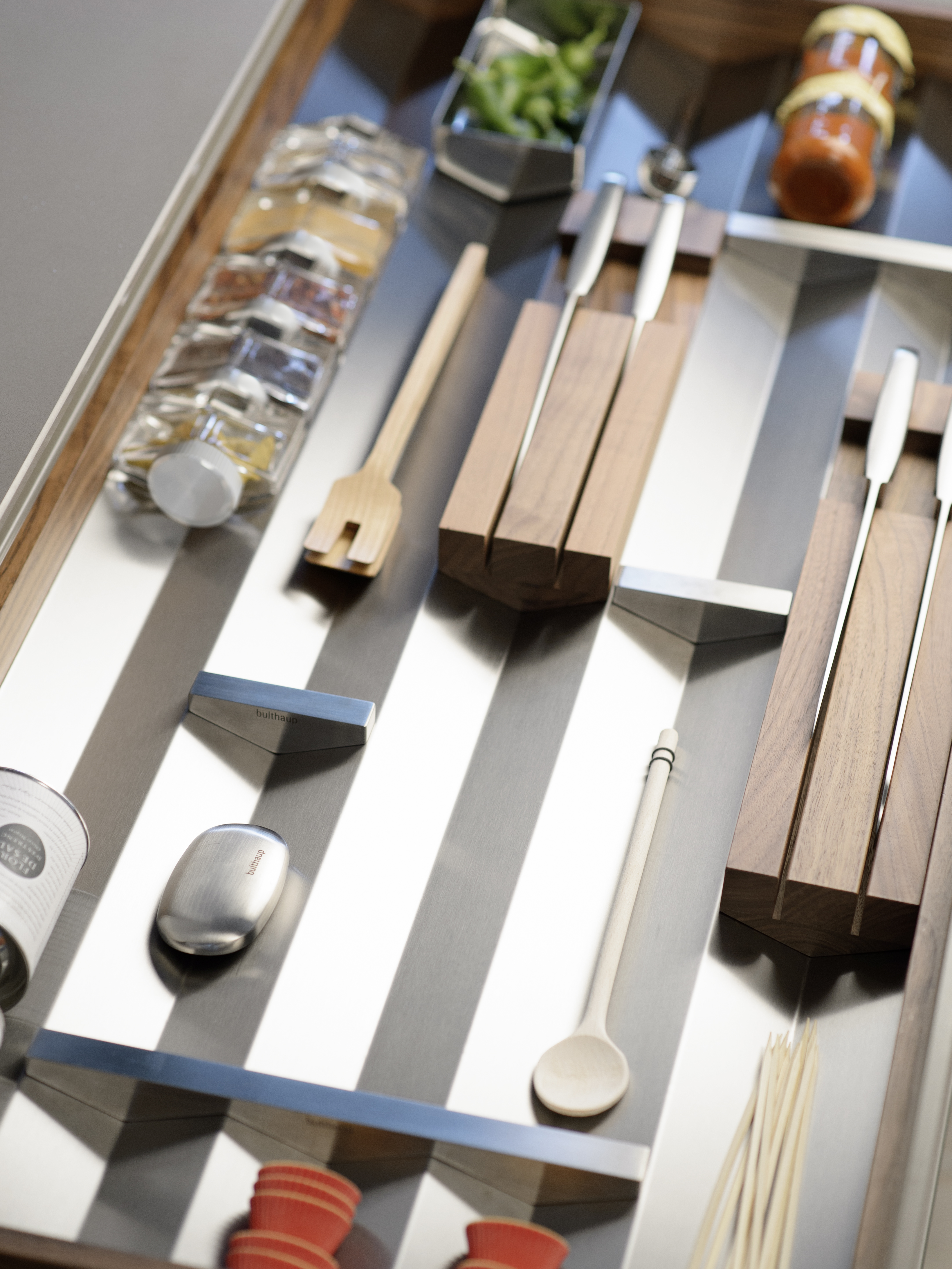
Bulthaup b3 lade met "Interior System" (2014).

Functie en ergonomie zijn bepalend voor het design van het merk Bulthaup. Een belangrijk element is de midden in de keuken geplaatste werktafel, die aanvankelijk van hout was gemaakt. It uit het idee voor een autonoom voorbereidingelement waaraan mensen samen konden koken en praten, de Bulthaup butcher block, kwam een nieuw meubelstuk voort: de Bulthaup keukenwerkbank, geheel van roestvrij staal. Daarmee kan de gebruiker hoeveelheid, temperatuur en positie met één hand regelen. Een andere bijzonderheid van het merk is het Bulthaup b3-interior system. De bodem van de lades in de b3-keuken is voorzien van een golvende vorm. De gebruiker kan de vakken in de lades naar eigen inzicht indelen door middel van verplaatsbare verdelers.

## Salesstructuur

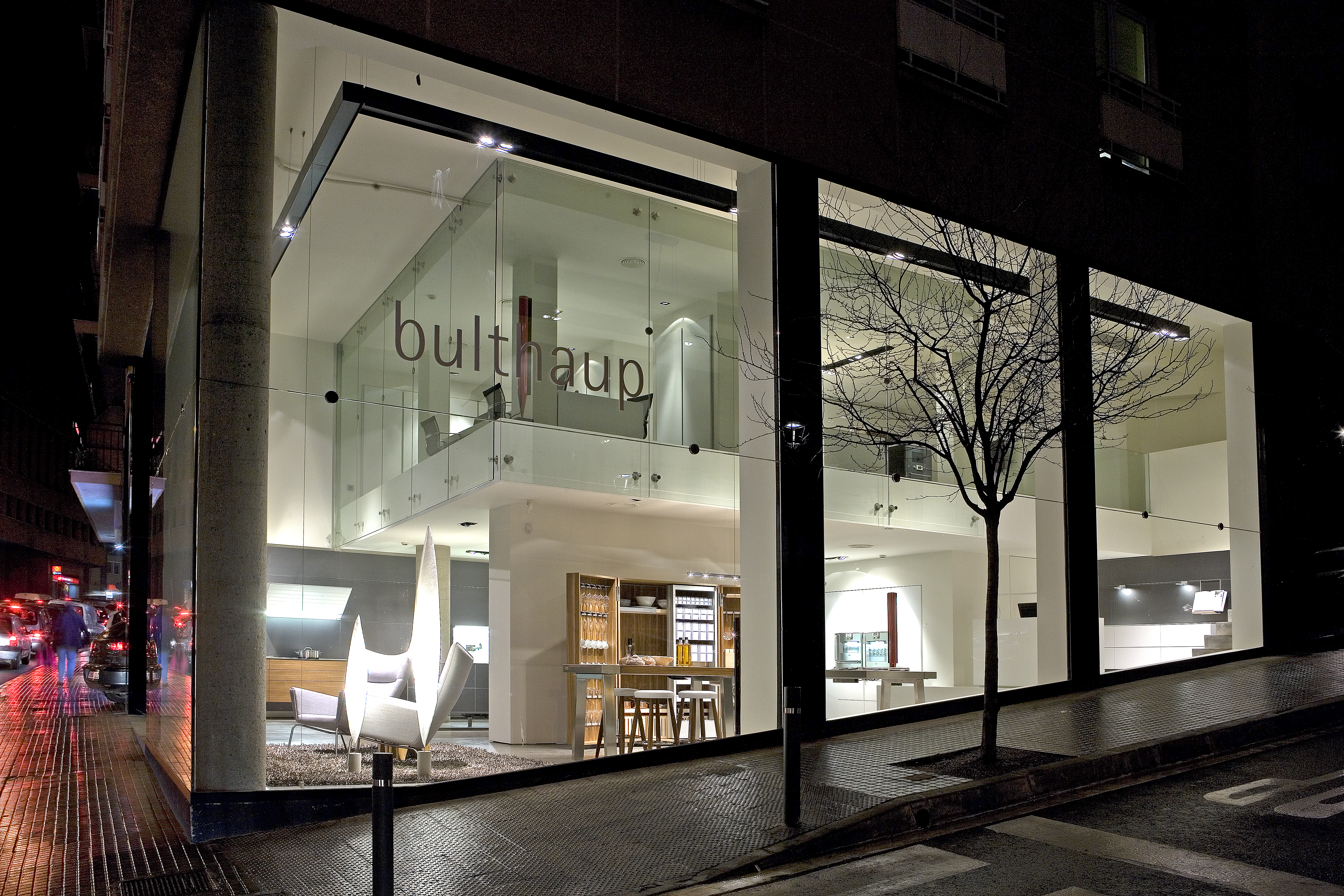
Bulthaup Showroom (2014).

Bulthaupproducten zijn uitsluitend verkrijgbaar in Bulthaupwinkels en bij de geautoriseerde dealers. Presentatie en verkoop wordt al geruime tijd gedaan via single-brand showrooms.
Wereldwijd zijn er ca. 500 handelspartners die als zelfstandige partnerbedrijven worden gerund. Bulthaup heeft dochtermaatschappijen in Groot-Brittannië, Frankrijk, Italië, Spanje, Nederland, Zwitserland, Hongkong en de Verenigde Staten.

## Prijzen
2014: Gerd Bulthaup krijgt van de "Rat für Formgebung" de "German Design Award" in de categorie Personality. Deze prijs wordt elk jaar toegekend aan een persoon met belangrijke verdiensten op het gebied van vormgeving en design.
2014: In de jaarlijkse ranking van luxemerken, georganiseerd door vakblad "WirtschaftsWoche", behaalt Bulthaup de vijfde plek bij dertig geselecteerde deelnemers en is daarmee de hoogst geplaatste meubelfabrikant.
2014: Bulthaup krijgt van de “AIT“ de "Architects Partner Award" in goud. Deze prijs wordt uitgereikt aan bedrijven die op voorbeeldige wijze samenwerken met architecten en beschikken over goede kennis op het gebied van advies en sales.
2013: De lade-indeling van Bulthaup b3 ("bulthaup b3 Interior System") wordt door het Museum of Architecture and Design in Chicago bekroond met de Good Design Award in de categorie keukens/keukenapparatuur.
2013: Het Bulthaup b3 lade-indelingssysteem ontvangt de "Wallpaper Design Award" in categorie "Best Storage".
2010: Designpreis van de Bondsrepubliek Duitsland voor b2.
2007: Bulthaup is de hoogstgeplaatste meubelfabrikant in de luxemerkenranking van vakblad "Wirtschaftswoche".
1997: De Europese Commissie verleent Bulthaup zowel de "Lifetime Achievement Award" als de Europese Design Prijs.